# Манагадзе, Шота Ильич
Шота Ильич Манагадзе (1903—1977) — советский грузинский кинорежиссёр, народный артист Грузинской ССР (1966 год).

## Биография
Шота Манагадзе родился 19 марта 1903 года в Кутаиси.
Учился в Тбилисском университете. В 1926 году окончил театральную студию Джабадари в Тифлисе, в 1938 году режиссёрский факультет ВГИК.
В 1927—1928 годах был режиссёром и художественным руководителем Кутаисского драмтеатра, в 1929—1931 гг. художественным руководителем Тбилисского ТРАМа, в 1932 году был главным режиссёром Грузинского театра Красной Армии, в 1934—1936 гг являлся художественным руководителем и директором Республиканского ТРАМа.
С 1938 года Шота Манагадзе был кинорежиссёром на Тбилисской киностудии — позднее студия «Грузия-фильм».
Шота Манагадзе умер 21 июля 1977 года.
Похоронен на Сабурталинском кладбище.

## Фильмография

### Режиссёр
- 1942 — Мост
- 1945 — Строптивые соседи
- 1955 — Мастера грузинского балета (фильм-спектакль)
- 1957 — Последний из Сабудара
- 1959 — Цветок на снегу
- 1961 — Добрые люди
- 1963 — Кто оседлает коня?
- 1965 — Хевсурская баллада
- 1968 — Распятый остров
- 1969 — Ожидание
- 1971 — Тепло твоих рук
- 1976 — Камень чистой воды

## Признание и награды
- Лауреат Всесоюзного кинофестиваля в номинации «Вторые премии среди художественных фильмов» (1958 год)
- Народный артист Грузинской ССР (1966 год)
- Лауреат премии комсомола Грузии (1974 год)
- Орден Октябрьской Революции (1976 год)